# سفارت هندوراس در واشینگتن
سفارت هندوراس در واشینگتن (به انگلیسی: Embassy of Honduras) یک سفارت در ایالات متحده آمریکا است که در واشینگتن، دی.سی. واقع شده‌است.